# Tim Harford
Tim Harford (Inglaterra, 1973) es un economista y columnista británico, que reside en Londres. Es autor de varios libros, presentador del programa de la BBC, Trust me, I'm an economist y escribe una columna satírica, "Dear Economist" en el Financial Times, en la que mediante teoría económica trata de resolver problemas personales de los lectores del periódico. Su otra columna en The Financial Times, "The Uncover Economist", se publica en el suplemento Slate. Actualidad Económica publica también artículos suyos, traducidos al español. 
Harford estudió en la Universidad de Oxford, obteniendo su BA (grado) en economía. Posteriormente, realizó un máster en la materia, en 1998. Entró en The Financial Times en 2003, como becario. En 2004 logró unirse a International Finance Corporation, y siguió escribiendo su columna, y retornó al Financial Times, en 2006, como jefe de la sección de Economía en abril de 2006. Es miembro del consejo editor del periódico. En octubre de 2007, Harford reemplazó a Andrew Dilnot como presentador del programa More or less, de Radio 4 de la BBC.

## Obras
- The Market for Aid (2005), en colaboración con Michael Klein
- El economista camuflado (The Undercover Economist) (2007)
- La lógica oculta de la vida (The Logic of Life) (2008)
- Pregúntale al economista camuflado (Dear Uncover Economist: Priceless Advice on Money, Work, Sex, Kids and Life's Other Challenges) (2009)
- Adáptate (Adapt: Why Success Always Starts with Failure) (2011)
- El economista camuflado ataca de nuevo (The Undercover Economist Strikes Back: How to Run—or Ruin—an Economy) (2014)
- El poder del desorden (Messy) (2017) ISBN 978-84-663-4245-2[1]